# Retaruke (rivière)
La rivière Retaruke  (en anglais : Retaruke River) est un cours d’eau de l’île du Nord de la Nouvelle-Zélande et un affluent du fleuve Whanganui.

## Géographie
De 45 km de longueur,,, la rivière s’écoule à travers des communes agricoles de la partie supérieure et ensuite inférieure de la vallée de Retaruke. Au-delà de cette jonction se trouve le Mangapurua Landing avec son fameux Pont vers nulle part, desservant la communauté agricole abandonnée  de la vallée de Mangapurua. Elle rejoint le fleuve Whanganui juste au-dessus de Wade's Landing et en aval de la ville de Taumarunui.

## Affluents
| Affluent Nom            | Longueur (km) | km à partir de l’embouchure | Coordonnée de la Confluence | Altitude |
| ----------------------- | ------------- | --------------------------- | --------------------------- | -------- |
| près de la route d’Erua | source        |                             | 39° 15,6′ S, 175° 20,58′ E  |          |
|                         |               |                             | 39° 05,31′ S, 175° 14,66′ E |          |
| Kawautahi Stream        |               |                             | 39° 04,22′ S, 175° 13,11′ E |          |
| fleuve Whanganui        | embouchure    | 0 km                        | 39° 06,65′ S, 175° 03,98′ E |          |

## Aménagements et écologie

### Whakahoro
Whakahoro (39° 06,65′ S, 175° 03,98′ E) est un petit village (maintenant pratiquement vide), localisé à la jonction de la rivière Retaruke et du fleuve Whanganui. Il avait plusieurs rues, notamment Lover's Lane, et Dempsey Ave. Il ne reste actuellement que le bâtiment de la vieille école de Whakahoro (en) . Elle a été convertie en un hôtel de passage pour les canoéistes, qui veulent descendre la rivière. Le pont actuel , qui traverse la rivière Retaruke a été construit de 1930 à 1932 pour remplacer un pont plus ancien datant des années 1915 à 1916.
Historiquement, Whakahoro's Wade's Landing était un point d’arrêt pour les bateaux de cabotage remontant et descendant le fleuve Whanganui à la vapeur. Ce point était situé juste en dessus de la confluence de la rivière Retaruke. Il permettait de charger la laine des moutons des fermes de la vallée de Retaruke, qui était transportée vers la ville de Wanganui en vue de l’exportation.
Juste au-dessus de la confluence se dresse l’hôtel Lacy, qui est maintenant la maison d’une ferme, mais qui a son propre terrain d’atterrissage, ses courts de tennis, et à l’occasion dans les années 1920, les résidents locaux pouvaient y rencontrer, venue dans le bush pour un match amical, une équipe de la Rugby union.
Sur le fleuve Whanganui se trouvait aussi le site de la communauté māori, dont les terres avaient été progressivement louées à la famille Rusling pour leur élevage de moutons, mais qui sont maintenant revenues là depuis la repousse du bush. La Roadway et la Camp Road vont de là jusqu'à la République de Whangamomona, qui est une entité qui se veut autonome mais qui n’est pas reconnue par le gouvernement de la Nouvelle-Zélande.
À ce niveau, il y a un amarrage semi-permanent sur la rivière d’un bateau. Ce bateau de rivière sert des boissons alcoolisées. Comme le King Country tout proche est une zone sans alcool, où de tels breuvages sont donc proscrits, le bateau est considéré comme un secteur « offshore » par rapport au King Country.
Wade's Landing est constitué par lui-même comme une donnée particulière des différents GPS modernes, probablement du fait de sa signification nautique historique. Aujourd’hui, un jetboat (en) peut venir localement à la demande pour prendre des passagers et remonter la rivière vers la ville de Taumarunui ou la descendre vers la localité de Pipiriki et celle de Jerusalem.

### Communauté de la basse vallée de Retaruke
La portion de la Lower Retaruke Valley fut colonisée vers les années 1900 par les fermes mises en place par le gouvernement. D’autres portions furent achetées de manière indépendante aux communautés māori. Les terres furent alors déboisées, mises en pré et utilisées pour nourrir des troupeaux de moutons au niveau de Raurimu (en) sur les collines.
La vallée avait autrefois une petite école nommée Mangaroa Primary School (39° 07,22′ S, 175° 08,06′ E). À cet endroit, ultérieurement il resta un toujours le local pour les rencontres de la communauté et le terrain de sport. Il y a tous les ans une réunion des enfants pour Noël et pour des sessions de danses traditionnelles occasionnelles ou des réunions sociales et une journée annuelle du Retaruke Easter Sports Day, qui s’y déroule.

### Transport
L’accès à la vallée se fait par trois routes principales : Oio Road, Kawautahi Road ou par la Raurimu-Kaitieke Road à partir de Raurimu (en). Toutefois, à pied, on peut accéder à la vallée via l’ancienne Mangapurua Road, ou par voie d'eau : le jetboat (en) via le fleuve Whanganui. D’autres routes d’accès telles que Kokako Road et Kuotoroa East Road (vers Ruatiti), Te Mata Road à partir de Whakahoro vers Taumarunui ont été abandonnées depuis longtemps. Certaines de ces routes sont des exemples de voies de chariots tirés par les chevaux, qui furent transformées en routes durant la Grande Dépression de 1930 dans le cadre de création d’emplois)

### Économie
Historiquement la richesse de la vallée provient de la production de la laine. Au début, il y avait aussi quelques fermes laitières produisant de la crème et du beurre pour l’usine laitière de Kaitieke qui était située à Piriaka près de la ville de Taumarunui.

### Comté de Kaitieke
La vallée de Retaruke est contenue dans les limites initiales du comté de Kaitieke.
Ce comté lui-même fut créé par le Kaitieke County Act en 1910.
La Chambre du Conseil de Kaitieke était localisée au niveau de Raurimu (en) près de l’ancienne école supérieure du district de Raurimu.
Les entrepôts du comté de Kaitieke étaient localisés à la jonction des routes de Upper et Lower Retaruke 39° 05,55′ S, 175° 14,87′ E. C’est à cet endroit que se situe le mémorial pour la Première Guerre mondiale, une série d’entrepôts, de parcs d’engraissement pour la vente aux enchères des stocks de moutons, et un téléphone manuel pour les échanges. Autrefois, à proximité de la cour des marchandises, il y avait un dépôt de la poste, une épicerie et un téléphone automatique.

### Communauté de la vallée d’Upper Retaruke
À 1 kilomètre en amont, sur la route de Upper Retaruke Valley se trouve le siège du concours de chiens de troupeaux (en) annuel du Collie club de Kaitieke. Ensuite plus loin se trouve la localisation du Victory Hall. Plus loin encore en remontant la vallée, il y a une mine de charbon et ce fut près de la mine qu'un fossile de fanons ou whalebone de cétacé est réputé avoir été trouvé.